# Vendée-Grand-Littoral
La communauté de communes dénommée Vendée-Grand-Littoral, sous-titré « Talmont-Moutiers-Communauté », est une intercommunalité à fiscalité propre française située dans le département de la Vendée et la région des Pays de la Loire.
Créée le 1er janvier 2017, elle résulte de la fusion de la communauté de communes du Pays-Moutierrois et de celle du Talmondais.

## Histoire
Dans le cadre de la loi du 7 août 2015 portant nouvelle organisation territoriale de la République (Notre), le Gouvernement élève à 15 000 habitants le seuil des intercommunalités à fiscalité propre dans le but d’obtenir des territoires plus cohérents, adaptés aux « bassins de vie » et dotés d’une capacité de mutualisation plus importante.
La communauté de communes du Pays-Moutierrois, dotée de 12 362 habitants au recensement de 2013, était contrainte à s’associer avec une communauté de communes voisine. En conséquence, le schéma départemental de coopération intercommunale de la Vendée, proposé par le préfet en mars 2016, propose une fusion du Pays-Moutierrois avec le Talmondais.
La communauté de communes est créée par un arrêté préfectoral pris le 12 décembre 2016, avec effet au 1er janvier 2017. Son nom, communauté de communes Moutierrois-Talmondais, est soumis à approbation puis validé entre en septembre 2016. Cette dénomination provisoire pourrait être modifiée à la suite des premiers conseils communautaires de la nouvelle collectivité.
Par arrêté préfectoral du 18 décembre 2017 avec effet au 1er janvier 2018, la communauté de communes change son nom en « Vendée-Grand-Littoral ».

## Toponymie
La dénomination de la communauté de communes, communauté de communes Moutierrois-Talmondais, est proposée par le préfet de la Vendée à défaut d’accord entre les élus communautaires des communautés de communes devant fusionner.
Sur proposition d’un cabinet d’études, le comité de pilotage adopte en juillet 2017 la dénomination de Vendée-Grand-Littoral, Talmont-Moutiers-Communauté.

## Territoire communautaire

### Géographie
Située au sud-ouest  du département de la Vendée, dans un territoire marqué du point de vue paysager par le Bas-Bocage et par le Marais poitevin, l'intercommunalité Vendée-Grand-Littoral regroupe 20 communes et s'étend sur 504,6 km2.

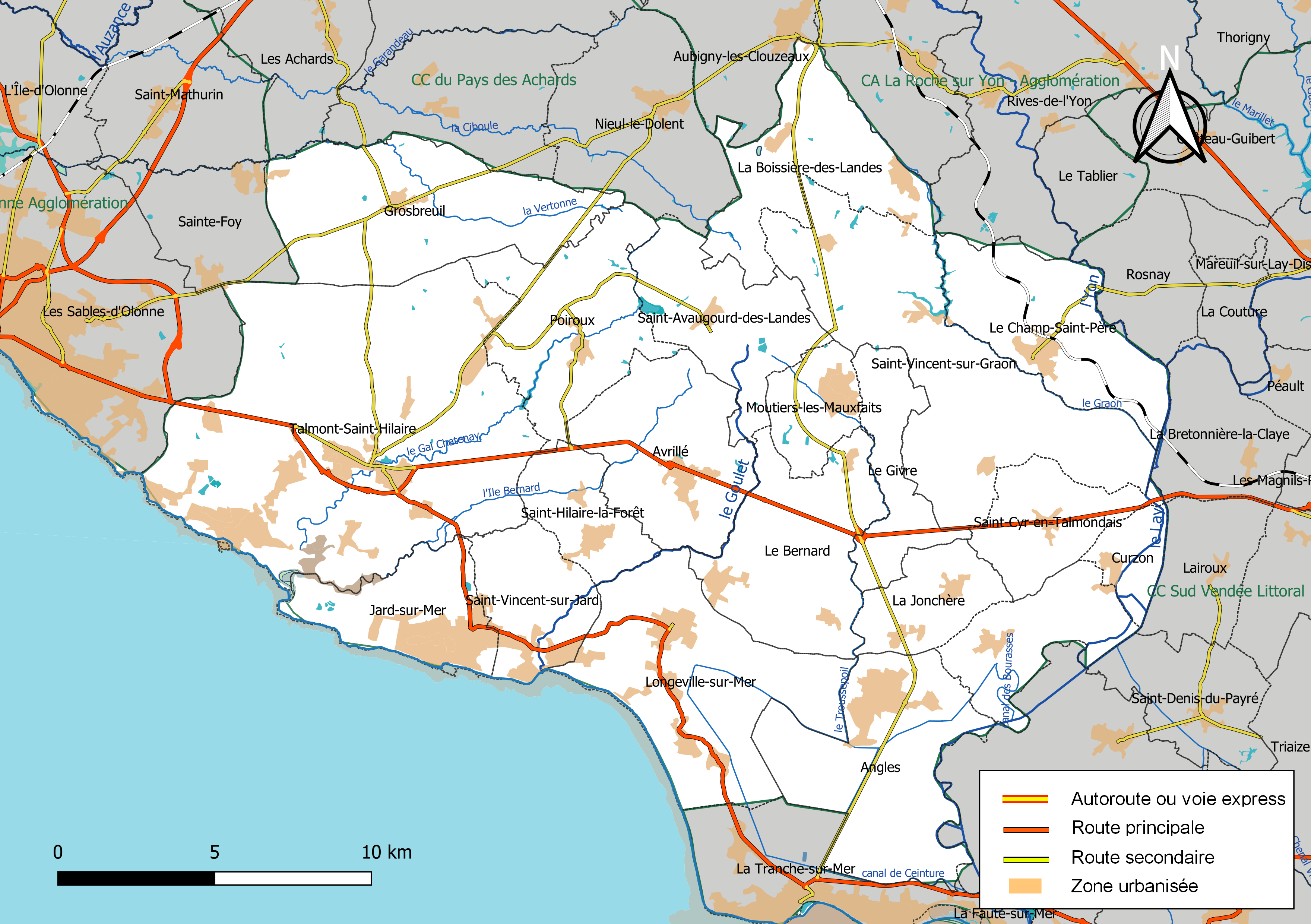
Carte de l'intercommunalité cendée-Grand-Littoral au 1er janvier 2019.

### Composition

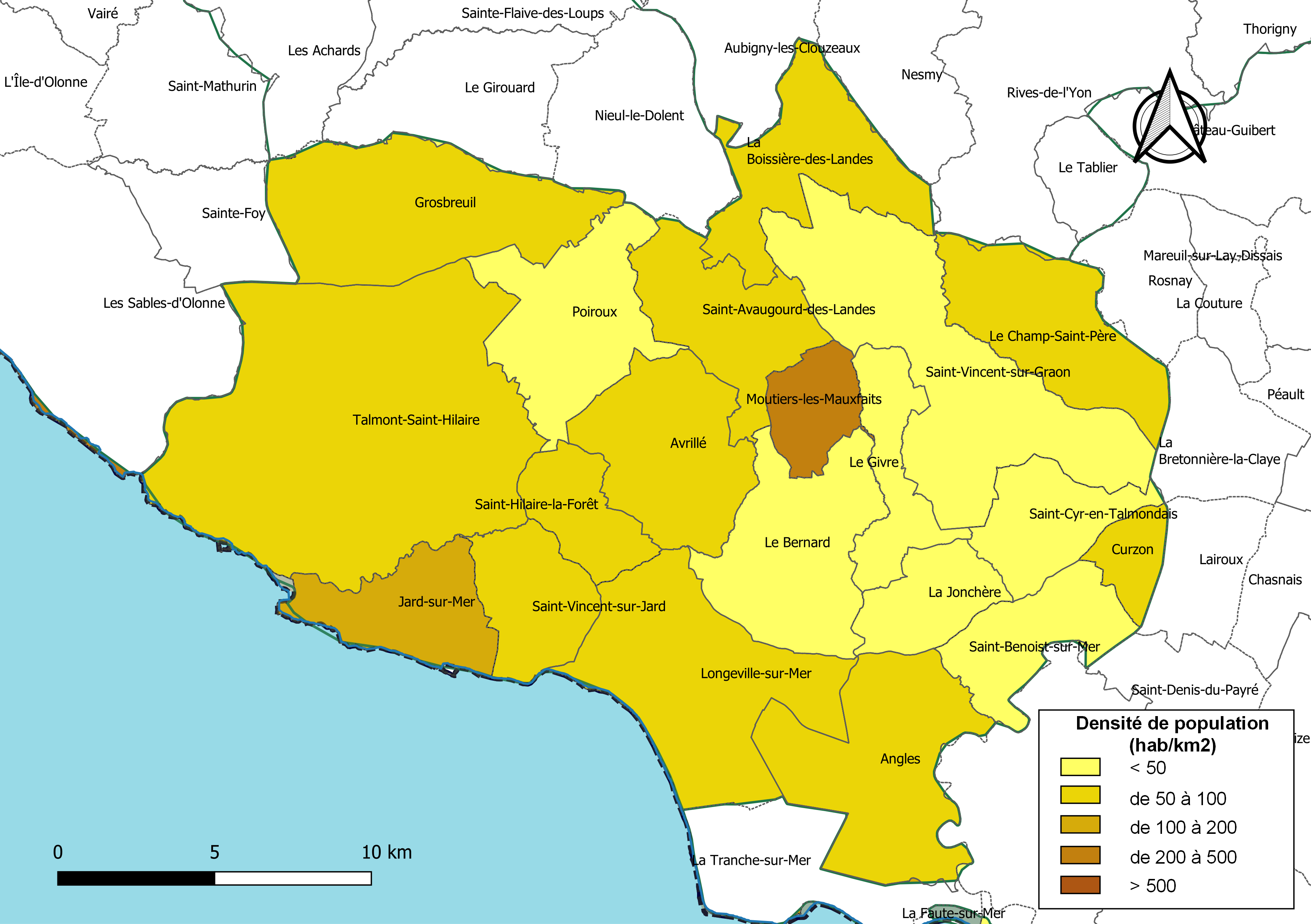
Carte des densités de population (millésimée 2016) des communes de l'intercommunalité Vendée-Grand-Littoral. Composition en communes au 1er janvier 2019.

La communauté de communes est composée des 20 communes suivantes :

| Nom                           | Code Insee | Gentilé         | Superficie (km2) | Population (dernière pop. légale) | Densité (hab./km2) |
| ----------------------------- | ---------- | --------------- | ---------------- | --------------------------------- | ------------------ |
| Talmont-Saint-Hilaire (siège) | 85288      | Talmondais      | 89,53            | 8 327 (2022)                      | 93                 |
| Angles                        | 85004      |                 | 34,27            | 2 966 (2022)                      | 87                 |
| Avrillé                       | 85010      |                 | 25,03            | 1 408 (2022)                      | 56                 |
| Le Bernard                    | 85022      | Bernardais      | 27,37            | 1 320 (2022)                      | 48                 |
| La Boissière-des-Landes       | 85026      | Boissierois     | 23,74            | 1 465 (2022)                      | 62                 |
| Le Champ-Saint-Père           | 85050      | Pérois          | 24,67            | 2 041 (2022)                      | 83                 |
| Curzon                        | 85077      | Curzonnais      | 5,9              | 492 (2022)                        | 83                 |
| Le Givre                      | 85101      | Givrais         | 12,42            | 484 (2022)                        | 39                 |
| Grosbreuil                    | 85103      | Grosbreuillois  | 36,33            | 2 216 (2022)                      | 61                 |
| Jard-sur-Mer                  | 85114      | Jardais         | 16,57            | 3 046 (2022)                      | 184                |
| La Jonchère                   | 85116      | Jonchérois      | 11,5             | 483 (2022)                        | 42                 |
| Longeville-sur-Mer            | 85127      | Longevillais    | 38,05            | 2 442 (2022)                      | 64                 |
| Moutiers-les-Mauxfaits        | 85156      | Moutierrois     | 9,23             | 2 341 (2022)                      | 254                |
| Poiroux                       | 85179      | Pérusiens       | 25,38            | 1 234 (2022)                      | 49                 |
| Saint-Avaugourd-des-Landes    | 85200      | Avaugourdais    | 20,85            | 1 166 (2022)                      | 56                 |

Limites communales du territoire communautaire.

| Saint-Benoist-sur-Mer         | 85201      | Bénédictins     | 15,53            | 511 (2022)                        | 33                 |
| Saint-Cyr-en-Talmondais       | 85206      |                 | 13,91            | 400 (2022)                        | 29                 |
| Saint-Hilaire-la-Forêt        | 85231      | Saint-Hilairais | 10,88            | 824 (2022)                        | 76                 |
| Saint-Vincent-sur-Graon       | 85277      | Graonnais       | 48,79            | 1 592 (2022)                      | 33                 |
| Saint-Vincent-sur-Jard        | 85278      | Vincentais      | 14,65            | 1 602 (2022)                      | 109                |

### Instances administratives
Dépendant administrativement de l’arrondissement des Sables-d’Olonne, les communes de l’intercommunalité appartiennent aux cantons de Mareuil-sur-Lay-Dissais et de Talmont-Saint-Hilaire depuis le 2 avril 2015.

## Administration

### Siège
Le siège initial de Vendée-Grand-Littoral se confond avec celui de la communauté de communes du Talmondais, situé au 35, impasse du Luthier, dans la zone du Pâtis, à Talmont-Saint-Hilaire. À compter du 14 décembre 2023, les services de la communauté de communes s’établissent au 5, rue de l’Hôtel-de-Ville, à Talmont-Saint-Hilaire,.

### Conseil communautaire
Selon l’arrêté préfectoral portant établissement du nombre et répartition des délégués du 8 décembre 2016, le conseil communautaire comprend par commune :
| Nombre de délégués                  | Communes                                               |
| ----------------------------------- | ------------------------------------------------------ |
| 10                                  | Talmont-Saint-Hilaire                                  |
| 3                                   | Angles, Grosbreuil, Jard-sur-Mer et Longeville-sur-Mer |
| 2                                   | Le Champ-Saint-Père et Moutiers-les-Mauxfaits          |
| 1                                   | Autres communes (13 sièges)                            |
| Conseil communautaire : 39 membres. |                                                        |

### Présidence
| Période         | Période  | Identité        | Étiquette | Qualité                                                                                            |
| --------------- | -------- | --------------- | --------- | -------------------------------------------------------------------------------------------------- |
| 11 janvier 2017 | En cours | Maxence de Rugy | LR        | Maire de Talmont-Saint-Hilaire (depuis 2014) Conseiller régional, élu dans la Vendée (depuis 2015) |

## Identité visuelle
La communauté de communes se dote d’un logotype provisoire à compter du 1er janvier 2017 (présenté à la fin de l’été 2016).

Logotype provisoire (2017).
Logotype (depuis 2018).